# Новая Есинеевка
Новая Есинеевка — село в Каменском районе Пензенской области Российской Федерации, входит в состав Первомайского сельсовета.

## География
Село расположено в 14 км на северо-запад от центра сельсовета села Батрак и в 17 км на северо-запад от города Каменки.

## История
Основано между 1870 и 1893 гг. в Нижнеломовском уезде Пензенской губернии, выходцами из с. Старая Есинеевка. Приход Сретенской церкви с. Старая Есинеевка. В 1911 г. – в составе Кевдо-Мельситовской волости Нижнеломовского уезда, одно крестьянское общество, 51 двор.
С 1928 года село являлось центром сельсовета Каменского района Пензенского округа Средне-Волжской области (с 1939 года — в составе Пензенской области). В 1955 г. – в составе Кевдо-Мельситовского сельсовета, бригада колхоза имени Пушкина. В 1980-е годы – в составе Первомайского сельсовета. С 1990 года — в составе Варваровского сельсовета, с 2010 года вновь в составе Первомайского сельсовета.

## Население
| 1911 | 1926 | 1930 | 1959 | 1979 | 1989 | 1996 |
| ---- | ---- | ---- | ---- | ---- | ---- | ---- |
| 303  | ↗330 | ↘328 | ↘137 | ↘63  | ↘27  | ↘17  |
| 2002 | 2010 |      |      |      |      |      |
| ↘14  | ↘7   |      |      |      |      |      |